# 142 (nombre)
Cet article concerne le nombre 142. Pour l'année, voir 142.
142 (cent quarante-deux) est l'entier naturel qui suit 141 et qui précède 143.

## En mathématiques
Cent quarante-deux est :
- Il n'y a pas de solution à l'équation {\displaystyle \varphi (x)=142\,}, où φ est l'indicatrice d'Euler, ou fonction totient,  ce qui en fait un nombre nontotient.

## Dans d'autres domaines
Cent quarante-deux est aussi :
- Le numéro du colorant alimentaire de synthèse E142 (vert) appelé vert acide brillant BS.
- Années historiques : 142 av. J.-C., 142.
- Ligne 142 (Infrabel).